# Pulvinaria vitis
Pulvinaria vitis är en insektsart som först beskrevs av Carl von Linné 1758.  Pulvinaria vitis ingår i släktet Pulvinaria och familjen skålsköldlöss. Arten är reproducerande i Sverige. Inga underarter finns listade i Catalogue of Life.